# Márta Fata
Márta Fata (* 14. Februar 1959 in Pécs) ist eine ungarisch-deutsche Historikerin.

## Leben
Von 1977 bis 1981 studierte Fata die Fächer Deutsch und Geschichte an der Universität Greifswald. Anschließend war sie bis 1987 als Gymnasiallehrerin und Journalistin in Pécs/Ungarn tätig. Von 1987 bis 1991 absolvierte sie ein Promotionsstudium der Osteuropäischen Geschichte, das sie mit einer Promotion erfolgreich abschloss. Seit 1991 ist sie Mitarbeiterin am Institut für donauschwäbische Geschichte und Landeskunde in Tübingen. 2011 erfolgte ihre Habilitation an der Universität Tübingen und sie erhielt eine Lehrbefugnis für das Fach Neuere Geschichte. 2014 wurde ihr das Ritterkreuz des Ungarischen Verdienstordens verliehen. 2015 wurde sie zur außerplanmäßigen Professorin ernannt.

## Schriften (Auswahl)
- Mobilität und Migration in der Frühen Neuzeit (= Einführungen in die Geschichtswissenschaft. Frühe Neuzeit. 1 = UTB. 5414, Geschichte.). Vandenhoeck & Ruprecht, Göttingen 2020, ISBN 978-3-8252-5414-8.
- als Herausgeberin mit Christine Absmeier, Matthias Asche, Annemarie Röder, Anton Schindling: Religiös motivierte Migrationen zwischen dem östlichen Europa und dem deutschen Südwesten vom 16. bis zum 19. Jahrhundert (= Veröffentlichungen der Kommission für Geschichtliche Landeskunde in Baden-Württemberg. Reihe B: Forschungen. 219).Kohlhammer, Stuttgart 2018, ISBN 978-3-17-034385-6.
- als Herausgeberin mit Anton Schindling: Luther und die Evangelisch-Lutherischen in Ungarn und Siebenbürgen. Augsburgisches Bekenntnis, Bildung, Sprache und Nation vom 16. Jahrhundert bis 1918 (= Reformationsgeschichtliche Studien und Texte. 167). Aschendorff, Münster 2017, ISBN 978-3-402-11599-2.
- Migration im kameralistischen Staat Josephs II. Theorie und Praxis der Ansiedlungspolitik in Ungarn, Siebenbürgen, Galizien und der Bukowina von 1768 bis 1790. Aschendorff, Münster 2014, ISBN 978-3-402-13062-9 (Zugleich: Tübingen, Universität, Habilitations-Schrift, 2011).
- als Herausgeberin: Migration im Gedächtnis. Auswanderung und Ansiedlung im 18. Jahrhundert in der Identitätsbildung der Donauschwaben (= Schriftenreihe des Instituts für Donauschwäbische Geschichte und Landeskunde. 16 = Institut für Donauschwäbische Geschichte und Landeskunde. Sammelbände. 2). Steiner, Stuttgart 2013, ISBN 978-3-515-10329-9.
- als Herausgeberin mit Anton Schindling: Calvin und Reformiertentum in Ungarn und Siebenbürgen. Helvetisches Bekenntnis, Ethnie und Politik vom 16. Jahrhundert bis 1918 (= Reformationsgeschichtliche Studien und Texte. 155). Aschendorff, Münster 2010, ISBN 978-3-402-11580-0 (2., unveränderte Aufl. ebenda 2011).
- als Herausgeberin: „Die Schiff’ stehn schon bereit.“ Ulm und die Auswanderung nach Ungarn im 18. Jahrhundert (= Forschungen zur Geschichte der Stadt Ulm. Reihe Dokumentation. 13). Kohlhammer (Kommission), Stuttgart 2009, ISBN 978-3-17-021194-0 (2., durchgesehene Auflage. ebenda 2011).
- als Herausgeberin mit Anton Schindling, Gyula Kurucz: Peregrinatio Hungarica. Studenten aus Ungarn an deutschen und österreichischen Hochschulen vom 16. bis zum 20. Jahrhundert (= Contubernium. 64). Steiner, Stuttgart 2006, ISBN 3-515-08908-X.
- als Herausgeberin: Das Ungarnbild der deutschen Historiographie (= Schriftenreihe des Instituts für Donauschwäbische Geschichte und Landeskunde. 13). Steiner, Stuttgart 2004, ISBN 3-515-08428-2.
- als Herausgeberin: Die Schwäbische Türkei. Lebensformen der Ethnien in Südwestungarn (= Schriftenreihe des Instituts für Donauschwäbische Geschichte und Landeskunde. 5). Thorbecke, Sigmaringen 1997, ISBN 3-7995-2505-X.
- Jakob Bleyer. Politischer Vertreter der deutschen Minderheit in Ungarn (1917–1933). s. n., s. l. 1991, ISBN 963-400-810-0, (Zugleich: Freiburg (Breisgau), Universität, Dissertation, 1991).